# Qiang (arma)
Qiang (槍T, 枪S,  qiāng P,  chiang W) è il termine cinese per lancia. In Cina, la lancia è classificata come una delle quattro principali armi delle arti marziali, insieme al gun, al dao e al jian, ed è soprannominata Re di Tutte le Armi. 
Un proverbio delle arti marziali recita "Pugni al sud e gambe al nord, lancia ad est e bastone ad ovest" (Nanquan Beitui Dongqiang Xigun, 南拳北腿东枪西棍), sottolineando la prevalenza tecnica nei quattro punti cardinali.

## Storia
(Basic Of Spear Play)

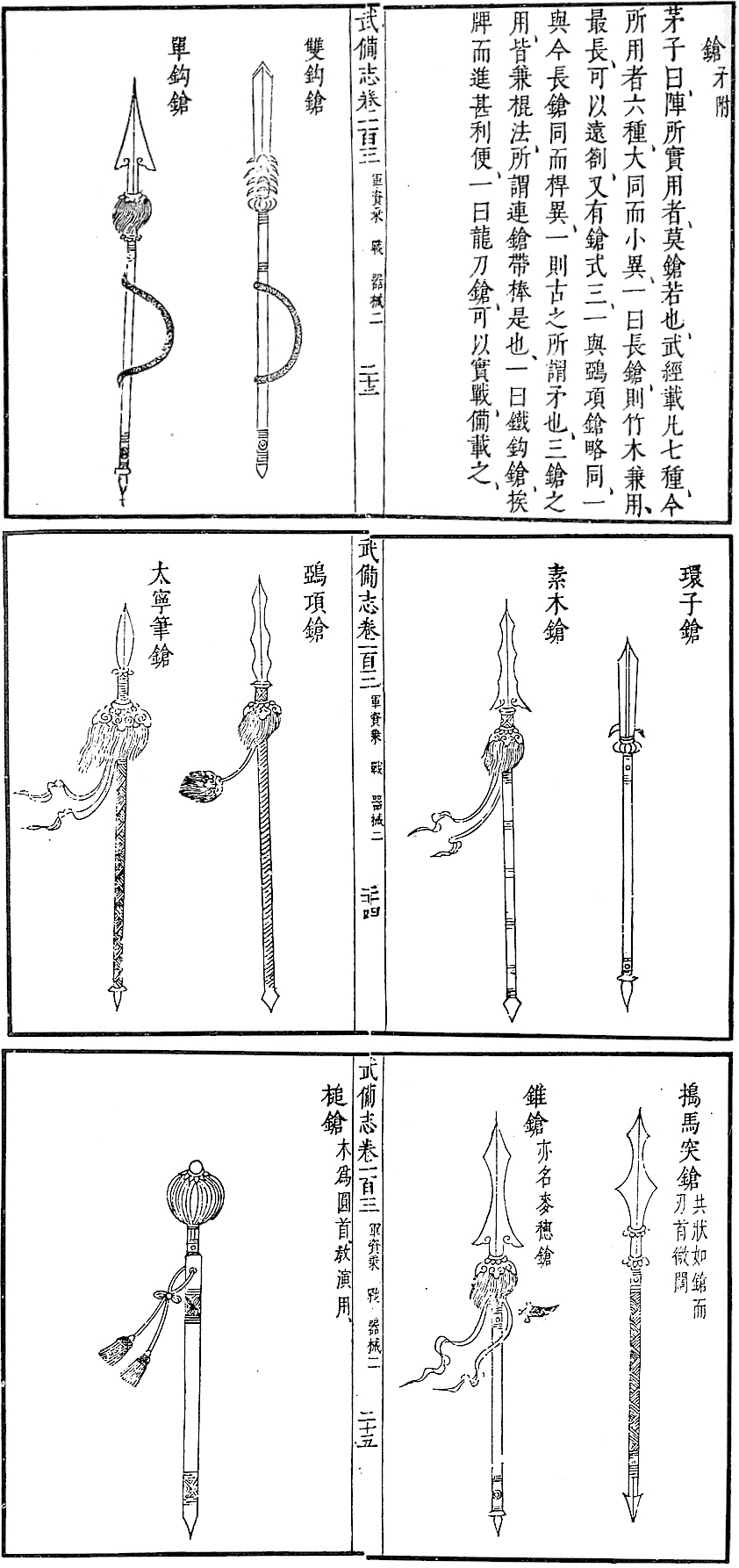
Nove tipi di lance nel Wubei Zhi

Secondo Qiu Pixiang, la lancia deriverebbe dalla picca (矛T, 矛S,  máo P,  mao W), un'arma lunga 4 metri soprannominata picca lunga otto guerre (仗八長矛T, 仗八长矛S,  zhàng bāchángmáo P,  chang pa ch'ang mao W) ed utilizzata nelle battaglie con i carri nel periodo delle Primavere e degli Autunni. In epoca Qin e Han si utilizzarono prevalentemente lance di dimensioni e fattezze molto simili alle attuali. Durante la Dinastia Jin furono rimpiazzate da lance in bronzo che poi furono sostituite da lance in ferro. 
Il testo Storia delle Cinque dinastie (五代史T, 五代史S,  wǔdàishǐ P,  wu tai shi W), nella parte intitolata Biografia del re Yàn Zhāng (王彥章傳T, 王彦章传S,  wáng Yàn Zhāng zhuàn P,  wang Yan Chang chuan W), racconta: Yàn Zhāng si comportava con pienezza di coraggio e di forza, era capace di camminare cento passi scalzo tra arbusti spinosi, brandiva una lancia di ferro, cavalcava e andava al galoppo, si lanciava a grande velocità come volasse, cosa che non riusciva ad altri, all'interno dell'esercito era chiamato Re Lancia di Ferro. 
Nel periodo della Dinastia Song la lancia divenne l'unica arma ad asta lunga utilizzata in battaglia. 
Il Wujing Zongyao descrive diciotto tipologie di Lance di Ferro dalle Lunghe Aste (長杆鐵槍T, 长杆铁枪S,  chánggān tiěqiāng P,  ch'ang kan t'ie chiang W) della Dinastia Song, come ad esempio: 
- lancia che infastidisce il cavallo attaccando con impeto (捣马突槍T, 捣马突枪S,  dǎomǎ tūqiāng P,  tao ma t'u chiang W);
- lancia con doppi uncini (雙鉤槍T, 双钩枪S,  shuānggōuqiāng P,  shuang kou chiang W);
- lancia ad anello (環子槍T, 环子枪S,  huánzǐqiāng P,  huan tsu chiang W);
- lancia ad un intreccio (單勾槍T, 单勾枪S, dāngōuqiāngP,  tan kou chiang W);
- lancia stampella (拐槍T, 拐枪S, guǎiqiāngP,  kuai chiang W);
- lancia stampella che attacca impetuosamente (拐突槍T, 拐突枪S, guǎitūqiāngP,  kuai t'u chiang W);
- lancia punteruolo (錐槍T, 锥枪S, zhuīqiāngP,  tsui chiang W); ecc.

In questo periodo era famoso per il maneggio della lancia il famoso generale Yue Fei. In Storia dei Song (宋史T, 宋史S,  Sòngshǐ P,  sung shi W), nella biografia di Lǐ Quán (李全傳T, 李全传S,  lǐquánzhuàn P,  Li chuan ch'uan W) si legge che Lǐ Quán utilizzava l'arco a cavallo agilmente e vigorosamente, era capace di trasportare una lancia di ferro, così da essere chiamato Lǐ "Lancia di Ferro".
Qiu Pixiang racconta che a partire da questa epoca molti maestri svilupparono sequenze di tecniche di lancia che incorporarono movimenti artistici che diventarono famose come Lance Sportive. Durante la Dinastia Ming si affermarono 17 scuole di maneggio (使槍之家十七 T, 使枪之家十七 S, shǐ qiāng zhī jiā shíqī P,  shi chiang chi chia shi chi W) tra cui la lancia del fiore di pero (梨花槍T, 梨花枪S, líhuāqiāngP,  li hua chiang W), la lancia della famiglia Shā (沙家槍T, 沙家枪S, shājiāqiāngP,  sha chia chiang W), la lancia della famiglia Mǎ (馬家槍T, 马家枪S, mǎjiāqiāngP,  ma chia chiang W), la lancia (del monte) éméi (峨眉槍T, 峨眉枪S, éméiqiāngP,  o mei chiang W), ecc. Nel Jixiao Xinshu si dice: La tecnica della lunga lancia ha avuto origine dal clan Yáng 杨, anche chiamata Fiore di Pero, stimata da tutti sotto il cielo.
In epoca della Dinastia Qing è stato scritto il Registro di mani e braccia (手臂錄T, 手臂录S,  shǒubìlù P,  shou pi lu W) che descrive la teoria e la tecnica della lancia.
Nel periodo tra il 1920 ed il 1930 si formarono in Henan, Hebei e Shandong dei gruppi di autodifesa dei villaggi detti società delle lance rosse (紅槍會T, 红枪会S,  HóngqiānghuìP,  hung chiang hui W), perché utilizzavano la lancia.

## Aspetto
( La Lancia )

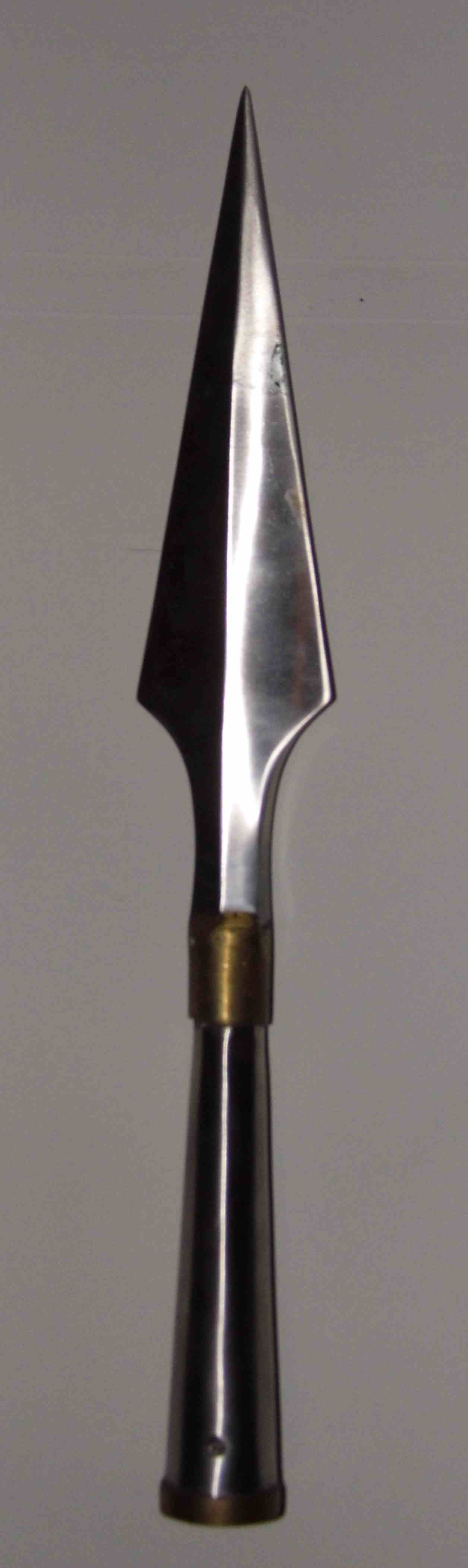
Punta di Lancia

Duan Ping e Zheng Shouzhi elencano le parti della Lancia: il corpo (槍身T, 枪身S,  qiāngshēn P,  chiang shen W), anche detto asta, manico, fusto, e la testa (槍頭T, 枪头S,  qiāngtóu P,  chiang t'ou W).
Qiu Pixiang afferma che l'asta è generalmente fatta di legno duro, soprattutto in Frassino Americano (白蠟木T, 白蜡木S,  báilàmù P,  pai la mu W) che è duro, dritto e resiliente.
La testa è lunga tra i 10 ed i 20 cm. La lunghezza complessiva di una lancia da competizione varia da 2 metri a 2,30 metri.
Il corpo si divide in: 
- sezione posteriore (後段T, 后段S,  hòuduàn P,  hou tuan W);
- sezione media (中段T, 中段S,  zhōngduàn P,  chung tuan W);
- sezione frontale (前段T, 前段S,  qiánduàn P,  chien tuan W.

Una parte della sezione posteriore, in corrispondenza alla base dell'asta, è detta * impugnatura (槍把T, 枪把S,  qiāngbǎ P,  chiang pa W), perché è la zona con cui si afferra l'arma con la mano destra.
La testa possiede:
- una punta (槍梢T, 枪尖S,  qiāngjiān P, chiang chian W);
- due tagli (槍刃T, 枪刃S,  qiāngrèn P, chiang ren W)[11].

Tra testa e corpo è fissata una barba (槍纓T, 枪缨S,  qiāngyīng P, chiang ying W) di crine di cavallo e solitamente di colore rosso.

## Maneggio
Questi sono i fondamentali di maneggio della lancia:
- intercettare (攔T, 拦S,  lán P,  lan W);
- catturare (拿T, 拿S,  ná P,  na W);
- pungere (扎T, 扎S,  zhā P,  cha W);
- alzare (挑T, 挑S,  tiāoP,  t'iao W);
- fendere (劈T, 劈S,  pīP,  p'i W);
- toccare appena (點T, 点S,  diǎnP,  tian W);
- schiantarsi (崩T, 崩S, bēngP, peng W);
- avvolgere (纏T, 缠S,  chánP,  chan W);
- penetrare (穿 T, 穿S,  chuānP, lett. "ch'uan");
- ecc.

Lo stesso Qiu Pixiang nel libro Basic Of Spear Play afferma che lán ná e zhā sono le tre principali tecniche fondamentali di lancia, traducendo lán in parare verso l'esterno, ná in parare verso l'interno, zhā in spinta.
Hong Shushun elenca 55 tecniche fondamentali di lancia.